# Jurij Laptikov
Jurij Laptikov (ukrainska: Юрій Лаптіков), född 1958 i Cherson i Ukrainska SSR i Sovjetunionen (nu Ukraina), är en ukrainsk före detta kanotist som tävlade för Sovjetunionen. 
Han tog bland annat VM-silver i C-2 500 meter i samband med sprintvärldsmästerskapen i kanotsport 1982 i Belgrad.